# John Bunnell
John Edwin Bunnell (nacido el 25 de mayo de 1944 en Pendleton, Oregón, Estados Unidos) es un sheriff jubilado del Condado de Multnomah, Oregón y antiguo presentador del programa World's Wildest Police Videos desde 1998 hasta 2002.

## Biografía
Bunnell nació en Pendleton, Oregón en 1944. Obtuvo el diploma de ciencias sociales antes de unirse al Departamento de Sheriff del Condado de Multnomah en 1969. En los años 80 estuvo al frente de la unidad de drogas y vicios. Fue designado sheriff de su condado tras la jubilación anticipada del anterior sheriff, Robert G. Skipper en 1994. Tras jurar su cargo, Bunnell estaría activo desde noviembre de 1994 hasta mayo de 1995.
En 1989 y 1990, la oficina del sheriff apareció en 15 episodios de COPS y en 1991 apareció en 13 episodios de American Detective. Como Teniente, John Bunnell hizo aparición en ambas series y presentó la primera temporada de American Detective.
Con frecuencia es referido a su persona como "Sheriff John Bunnell" a pesar de llevar inactivo de sus funciones llegando a ocupar el puesto de sheriff durante 6 meses.
En la actualidad, su hijo Mark es Sargento en el Departamento del Condado, fue visto por primera vez con su padre en un episodio de COPS en 1989.

## Apariciones en televisión
Sus muchas apariciones en COPS dirigiendo casos contra la droga le llevó a presentar World's Wildest Police Videos, programa por el cual se hizo famoso. Fue considerado un icono a seguir por sus fanes debido a su estilo desenfadado para comentar el programa. Desde 1998 hasta 2002, Bunnell describió varias situaciones que aparecían en la propia serie y ofrecía opiniones personales sobre los criminales y la policía que les iba persiguiendo mientras usa innuendos y frases de doble sentido como "This man decided to rob a bank, now he'll learn CRIME DOESN'T PAY" (Este hombre ha decidido robar un banco, ahora aprenderá que El CRIMEN NO SE PAGA). Además de World's Wildest Police Videos, Bunnell presentó un programa similar, Train Wrecks al igual que otros programas especiales relacionados con la policía y Americas Most Wanted durante 6 años.
Bunnell prestó su voz al juego de Sony PlayStation World's Scariest Police Chases en donde advertía que "debido a la naturaleza gráfica de este juego, se recomienda jugar con moderación". En cuanto a filmografía ha tenido pequeños papeles en Ghost World y Bad Santa, ambas películas dirigidas por Terry Zwigoff.
En 2009, apareció como artista invitado en los episodios de Padre de familia, Quagmire's Baby y Something, Something, Something Darkside donde prestó su voz a su propio personaje en un gag/parodia de World's Wildest Police Videos.